# Дев'ятисил

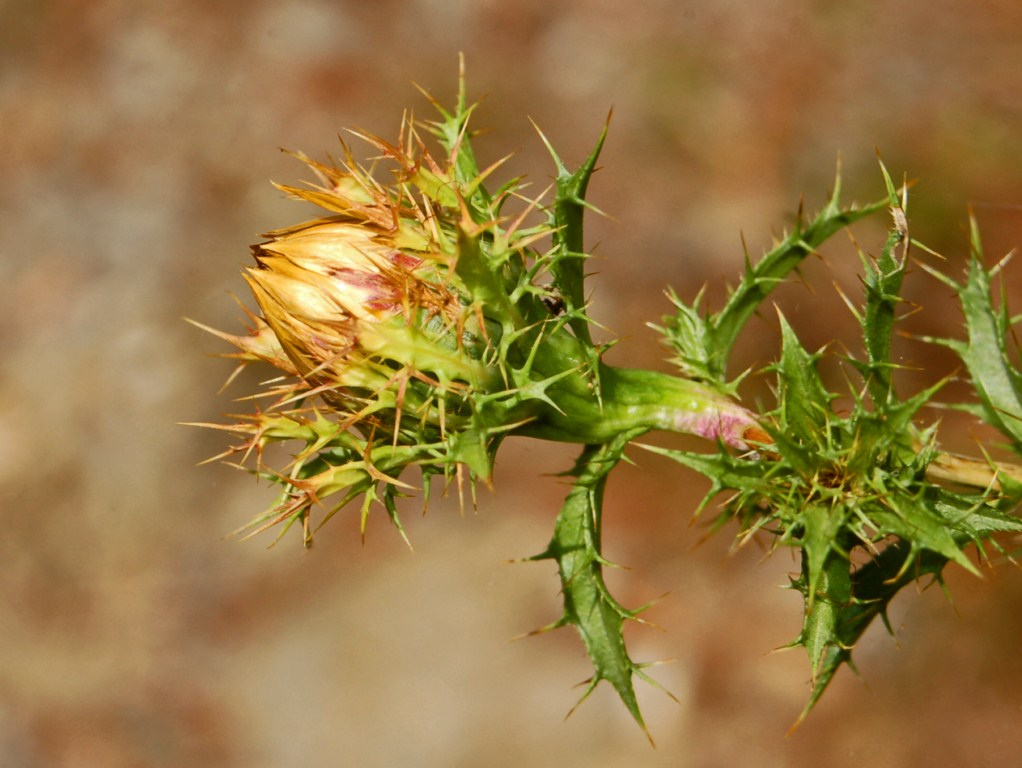
Carlina corymbosa

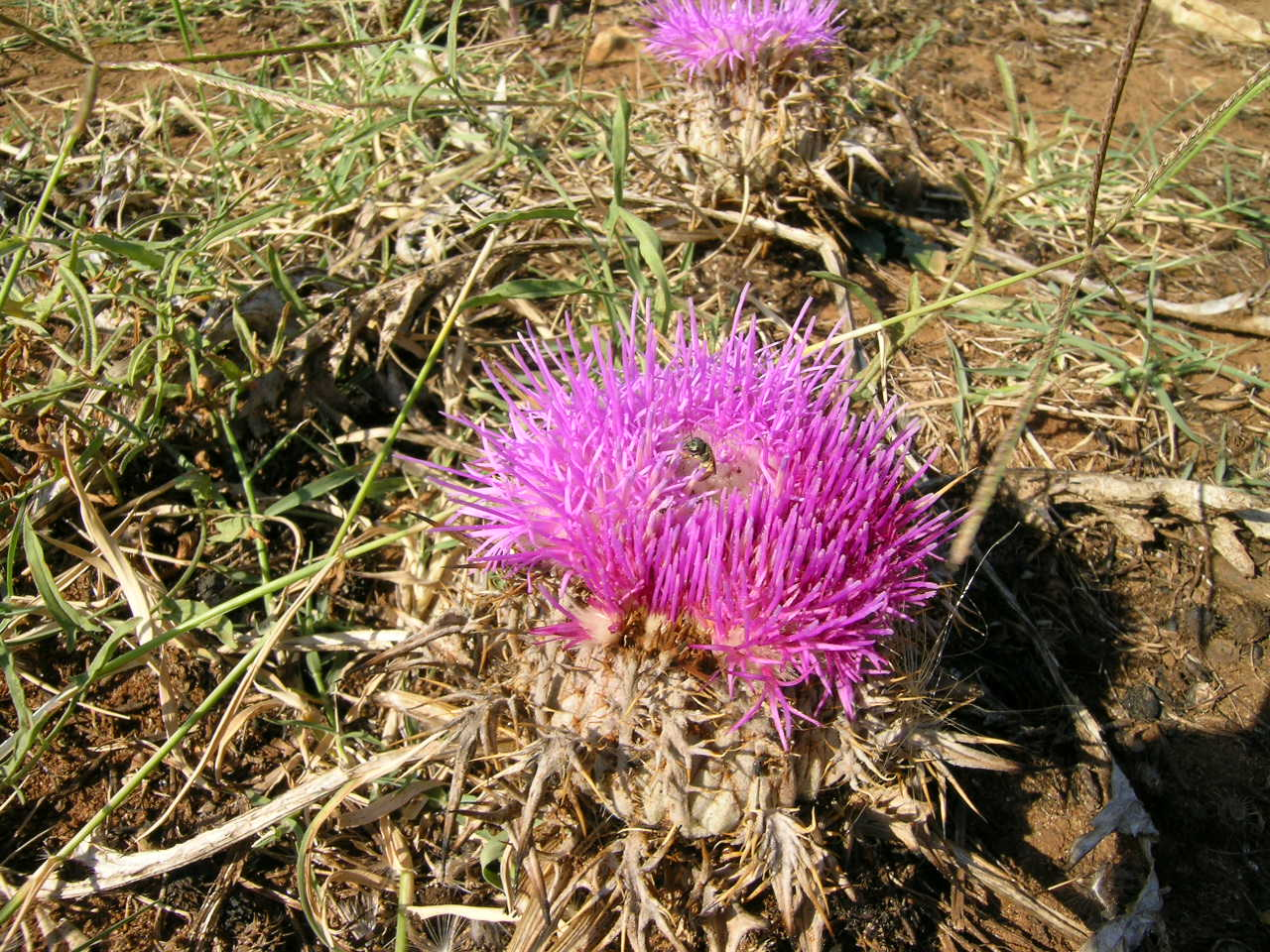
Carlina gummifera

Дев'ятиси́л, дев'ятисильник, дев'ятоси́л або відка́сник (Carlina) — рід трав'янистих квіткових рослин, що нагадують будяк, родини айстрових. У Європі найбільш поширеними є дев'ятисил безстеблий та дев'ятисил звичайний.

## Назва
Інші українські назви — дивоси́л, дев'яси́л, дев'ятьсил.
Назва дев'ятисил чи дев'ясил праслов'янського походження й пов'язане з тим, що цим рослинам приписували особливі лікувальні властивості, а число 9 вважалося в давнину магічним.
Назва відка́сник пов'язане зі словом відкаснути, що значить «захистити, відгородити». Назва зумовлена тим, що цим рослинам приписували особливі лікувальні властивості.

## Ботанічний опис
Представники роду — здебільшого багаторічні рослини з укороченим стеблом, листки зібрані у розетки.
Деякі види використовуються як декоративні садові рослини.

## Види
Рід поділяється на 5 підродів: Carlina, Carlowizia, Heracantha, Lyrolepis, and Mitinaта налічує від 28 до 34 видів.
1. Carlina acanthifolia — дев'ятисил колючколистий
2. Carlina acaulis  — дев'ятисил безстеблий
3. Carlina atlantica
4. Carlina balfouris
5. Carlina barnebiana
6. Carlina biebersteinii — дев'ятисил Біберштайна
7. Carlina brachylepis
8. Carlina canariensis
9. Carlina comosa
10. Carlina corymbosa
11. Carlina curetum
12. Carlina diae
13. Carlina frigida
14. Carlina graeca
15. Carlina guittonneaui
16. Carlina gummifera
17. Carlina hispanica
18. Carlina involucrata
19. Carlina kurdica
20. Carlina lanata
21. Carlina libanotica
22. Carlina macrocephala
23. Carlina macrophylla
24. Carlina nebrodensis
25. Carlina oligocephala
26. Carlina onopordifolia — дев'ятисил татарниколистий
27. Carlina pygmaea
28. Carlina racemosa
29. Carlina salicifolia
30. Carlina sicula
31. Carlina sitiensis
32. Carlina tragacanthifolia
33. Carlina vayredrae
34. Carlina vulgaris — дев'ятисил звичайний
35. Carlina xeranthemoides